# Обинайя, Самуэль Стивович
Самуэ́ль Сти́вович Обина́йя (укр. Самуель Стівович Обінайя; род. 28 августа 2005, Харьков) — украинский футболист, полузащитник клуба «Металлист 1925».

## Биография
Родился в Харькове. В ДЮФЛУ с 2014 года выступал сначала за харьковский «Металлист», а с 2018 года — за «Металлист 1925».
После начала полномасштабного вторжения России в Украину тренировался с юношеской командой леверкузенского «Байера».
Начиная с сезона 2022/23 выступал за юношескую команду «Металлиста 1925». В январе 2023 года отправился в Турцию на сборы вместе с первой командой харьковчан, однако после этого продолжил выступления за юношескую команду. В Премьер-лиге Украины дебютировал 25 февраля 2024 года в проигранном (2:4) домашнем поединке 18-го тура против киевского «Динамо». Самуэль вышел на поле на 89-й минуте вместо Владлена Юрченко. 13 марта 2024 года подписал с клубом новый контракт, рассчитанный до 30 июня 2027 года.